# Piragüisme als Jocs Olímpics d'estiu de 2012
Als Jocs Olímpics d'Estiu de 2012, realitzats a la ciutat de Londres (Anglaterra, Regne Unit), es disputaren setze proves de piragüisme, les mateixes que en l'edició anterior, entre elles 12 proves d'esprint/aigües tranquil·les, vuit en categoria masculina i quatre en categoria femenina; i 4 proves d'eslàlom/aigües braves, tres en categoria masculina i una en categoria femenina.
Les proves es van celebrar entre els dies 29 de juliol i 2 d'agost al Lee Valley White Water Centre pel que fa a les proves d'aigües braves/eslàlom i entre el 6 i l'11 d'agost al Dorney Lake pel que fa a les aigües tranquil·les.

## Calendari
| P | Preliminars | ½ | Semifinals | F | Final |

| Prova↓/Data → | 29 juliol | 30 juliol | 31 juliol | 31 juliol | 1 agost | 1 agost | 2 agost | 2 agost |
| ------------- | --------- | --------- | --------- | --------- | ------- | ------- | ------- | ------- |
| C-1 masculí   | P         |           | ½         | F         |         |         |         |         |
| C-2 masculí   |           | P         |           |           |         |         | ½       | F       |
| K-1 masculí   | P         |           |           |           | ½       | F       |         |         |
| K-1 femení    |           | P         |           |           |         |         | ½       | F       |

| Prova↓/Data →       | 6 agost | 6 agost | 7 agost | 7 agost | 8 agost | 9 agost | 10 agost | 10 agost | 11 agost |
| ------------------- | ------- | ------- | ------- | ------- | ------- | ------- | -------- | -------- | -------- |
| C-1 200 m. masculí  |         |         |         |         |         |         | P        | ½        | F        |
| C-1 1000 m. masculí | P       | ½       |         |         | F       |         |          |          |          |
| C-2 1000 m. masculí |         |         | P       | ½       |         | F       |          |          |          |
| K-1 200 m. masculí  |         |         |         |         |         |         | P        | ½        | F        |
| K-1 1000 m. masculí | P       | ½       |         |         | F       |         |          |          |          |
| K-2 200 m. masculí  |         |         |         |         |         |         | P        | ½        | F        |
| K-2 1000 m. masculí | P       | ½       |         |         | F       |         |          |          |          |
| K-4 1000 m. masculí |         |         | P       | ½       |         | F       |          |          |          |
| K-1 200 m. femení   |         |         |         |         |         |         | P        | ½        | F        |
| K-1 500 m. femení   |         |         | P       | ½       |         | F       |          |          |          |
| K-2 500 m. femení   |         |         | P       | ½       |         | F       |          |          |          |
| K-4 500 m. femení   | P       | ½       |         |         | F       |         |          |          |          |

## Resum de medalles

### Eslàlom

#### Categoria masculina
| Prova       | Or                                    | Argent                                      | Bronze                                            |
| C-1 detalls | Tony Estanguet (FRA)                  | Sideris Tasiadis (GER)                      | Michal Martikan (SVK)                             |
| C-2 detalls | Regne UnitTim Baillie · Etienne Stott | Regne UnitDavid Florence · Richard Hounslow | EslovàquiaPavol Hochschorner · Peter Hochschorner |
| K-1 detalls | Daniele Molmenti (ITA)                | Vavrinec Hradilek (CZE)                     | Hannes Aigner (GER)                               |

#### Categoria femenina
| Prova       | Or               | Argent            | Bronze                  |
| K-1 detalls | Emilie Fer (FRA) | Jessica Fox (AUS) | Maialen Chourraut (ESP) |

### Esprint

#### Categoria masculina
| Prova               | Or                                                              | Plata                                                               | Bronze                                                         |
| C-1 200 m. detalls  | Yuriy Cheban (UKR)                                              | Jevgenij Shuklin (LTU)                                              | Ivan Shtyl (RUS)                                               |
| C-1 1000 m. detalls | Sebastian Brendel (GER)                                         | David Cal (ESP)                                                     | Mark Oldershaw (CAN)                                           |
| C-2 1000 m. detalls | AlemanyaPeter Kretschmer · Kurt Kuschela                        | BelarúsAndrei Bahdanovich · Aliaksandr Bahdanovich                  | RússiaAlexey Korovashkov · Ilya Pervukhin                      |
| K-1 200 m. detalls  | Ed McKeever (GBR)                                               | Saúl Craviotto (ESP)                                                | Mark de Jonge (CAN)                                            |
| K-1 1000 m. detalls | Eirik Verås Larsen (NOR)                                        | Adam van Koeverden (CAN)                                            | Max Hoff (GER)                                                 |
| K-2 200 m. detalls  | RússiaYury Postrigay · Alexander Dyachenko                      | BelarúsRaman Piatrushenka · Vadzim Makhneu                          | Regne UnitLiam Heath · Jon Schofield                           |
| K-2 1000 m. detalls | HongriaRudolf Dombi · Roland Kökény                             | PortugalFernando Pimenta · Emanuel Silva                            | AlemanyaMartin Hollstein · Andreas Ihle                        |
| K-4 1000 m. detalls | AustràliaTate Smith · Dave Smith · Murray Stewart · Jacob Clear | HongriaZoltán Kammerer · Dávid Tóth · Tamás Kulifai · Dániel Pauman | TxèquiaDaniel Havel · Lukáš Trefil · Josef Dostál · Jan Štĕrba |

#### Categoria femenina
| Prova              | Or                                                                             | Plata                                                                              | Bronze                                                                     |
| K-1 200 m. detalls | Lisa Carrington (NZL)                                                          | Inna Osypenko (UKR)                                                                | Natasa Dusev-Janics (HUN)                                                  |
| K-1 500 m. detalls | Danuta Kozak (HUN)                                                             | Inna Osypenko (UKR)                                                                | Bridgitte Hartley (RSA)                                                    |
| K-2 500 m. detalls | AlemanyaFranziska Weber · Tina Dietze                                          | HongriaKatalin Kovács · Natasa Dusev-Janics                                        | PolòniaBeata Mikołajczyk · Karolina Naja                                   |
| K-4 500 m. detalls | HongriaGabriella Szabó · Danuta Kozák · Katalin Kovács · Krisztina Fazekas Zur | AlemanyaCarolin Leonhardt · Franziska Weber · Katrin Wagner-Augustin · Tina Dietze | BelarúsIrina Pamiàlova · Nadzeya Papok · Volha Khudzenka · Maryna Pautaran |

## Medaller
| Posició | País         | Or | Plata | Bronze | Total |
| 1       | Alemanya     | 3  | 2     | 3      | 8     |
| 2       | Hongria      | 3  | 2     | 1      | 6     |
| 3       | Regne Unit   | 2  | 1     | 1      | 4     |
| 4       | França       | 2  | 0     | 0      | 2     |
| 5       | Ucraïna      | 1  | 2     | 0      | 3     |
| 6       | Austràlia    | 1  | 1     | 0      | 2     |
| 7       | Rússia       | 1  | 0     | 2      | 3     |
| 8       | Itàlia       | 1  | 0     | 0      | 1     |
| 8       | Noruega      | 1  | 0     | 0      | 1     |
| 8       | Nova Zelanda | 1  | 0     | 0      | 1     |
| 11      | Belarús      | 0  | 2     | 1      | 3     |
| 11      | Espanya      | 0  | 2     | 1      | 3     |
| 13      | Canadà       | 0  | 1     | 2      | 3     |
| 14      | Txèquia      | 0  | 1     | 1      | 2     |
| 15      | Lituània     | 0  | 1     | 0      | 1     |
| 15      | Portugal     | 0  | 1     | 0      | 1     |
| 17      | Eslovàquia   | 0  | 0     | 2      | 2     |
| 18      | Polònia      | 0  | 0     | 1      | 1     |
| 18      | Sud-àfrica   | 0  | 0     | 1      | 1     |
| Total   | Total        | 16 | 16    | 16     | 48    |